# 탄두

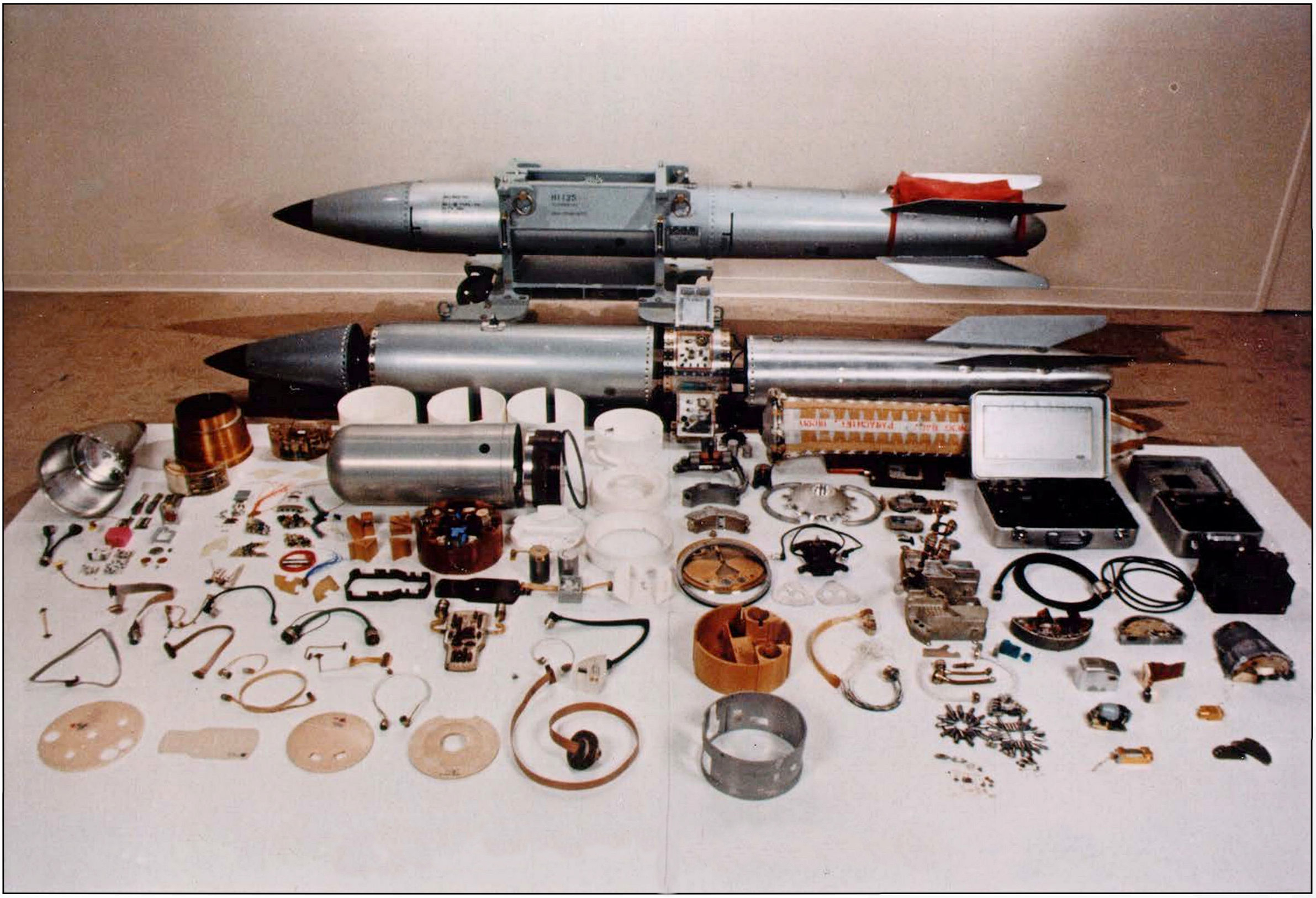
B61 핵폭탄은 수많은 부품들로 이루어져 있는데, 여기서 사진 왼쪽 가운데의 총알 모양의 은색 물체가 탄두에 해당한다.

탄두(彈頭, warhead)란 미사일, 로켓, 어뢰 등의 추진에 의해 전달되는 폭발성 물질 또는 독성 물질이다.
탄두의 내용물에 따라 폭발탄두, 화학탄두, 생물탄두로 구분되고, 신관 작동 원리에 따라 접촉식, 근접식, 원격식, 시간지연식, 고도식 등으로 구분된다.

## 같이 보기
- 항공기 무기 목록
- 미사일 목록
- 핵출력
- 미사일